# Northfield (Kentucky)
Northfield is een plaats (city) in de Amerikaanse staat Kentucky en valt bestuurlijk gezien onder Jefferson County.

## Demografie
Bij de volkstelling in 2000 werd het aantal inwoners vastgesteld op 970.
In 2006 is het aantal inwoners door het United States Census Bureau geschat op 1016, een stijging van 46 (4,7%).

## Geografie
Volgens het United States Census Bureau beslaat de plaats een oppervlakte van
1,1 km², geheel bestaande uit land.

## Plaatsen in de nabije omgeving
De onderstaande figuur toont nabijgelegen plaatsen in een straal van 4 km rond Northfield.